# Casanova (película de 1976)
Casanova (en italiano: Il Casanova di Federico Fellini) es una película italiana de 1976 dirigida por Federico Fellini. La película es una adaptación de la autobiografía del escritor y aventurero del siglo XVIII Giacomo Casanova: Histoire de ma vie.
Realizada por entero en los estudios Cinecittà, en Roma, la película ganó un Óscar al mejor vestuario, que había sido diseñado por Danilo Donati (1926 - 2001).

## Trama
Casanova visita una de las islas de Venecia para tener relaciones con una falsa monja para el placer de un rico voyeur. Casanova está frustrado porque el hombre no encuentra interés en su investigación sobre la alquimia y sus otras intrigas. Mientras rema de regreso al continente, Casanova es arrestado, juzgado y encarcelado por el Tribunal Superior por su famoso libertinaje.
Durante su estancia en prisión, Casanova recuerda sus aventuras con una modista y más tarde con una de sus empleadas más jóvenes, Anna Maria, que sufre desmayos frecuentes y requiere constantes sangrías. Casanova escapa de la prisión por el tejado y se exilia de Venecia, siendo llevado a la corte parisina de Madame d'Urfé. Madame, una mujer anciana, cautivada por el aparente conocimiento de la alquimia de Casanova, desea transformar su alma en la de un hombre a través de una relación ritual con él. Afortunadamente, Casanova se encuentra con su hermano, a cuya novia aleja.
Casanova luego se traslada a la corte de un jorobado, Du Bois, mientras se hace cargo de una hermosa joven, Henriette. Los amantes se juran fidelidad, pero a la mañana siguiente Henriette ha desaparecido. Du Bois informa a Casanova que un emisario de una corte lejana ha reclamado a Henriette y ella le ha pedido que no intente seguirla.
Mientras está en Londres, Casanova es asaltado por dos mujeres e intenta suicidarse ahogándose en el Támesis. Una visión de una giganta y dos enanos lo distrae; los sigue a una feria helada, donde lucha con la giganta, una princesa, y luego paga para verla bañarse con los enanos.
Casanova asiste a una fiesta trastornada en el palacio de Lord Talou en Roma, donde gana una apuesta sobre cuántos orgasmos puede tener en una hora. En Suiza se enamora de la hija de un alquimista, Isabella, quien incumple una cita para ir con él a Dresde; En cambio, Casanova participa en una orgía dentro del albergue en el que se encuentra varado. En Dresde, tiene un breve encuentro casual con su madre separada en un teatro. Luego se traslada a una corte en Württemberg, donde su deseo de ser tomado en serio como escritor/inventor se ve frustrado por la naturaleza orgiástica y salvaje de la corte. Es aquí donde conoce a Rosalba, una muñeca mecánica con la que comparte baile y luego cópula.
Pasa el tiempo y un viejo Casanova se convierte en bibliotecario del conde Waldstein en su castillo de Dux. La vida en el castillo es más que frustrante para Casanova, ya que se convierte en objeto de burla y animosidad. La escena final muestra a Casanova, cansado e inyectado en sangre, encogido en un sillón y contando un sueño reciente. En este sueño, Casanova está de regreso en Venecia. Persigue a los fantasmas de sus amantes anteriores, todos los cuales desaparecen. Una diligencia ornamentada le invita a unirse a sus pasajeros. Finalmente se reencuentra con Rosalba, la muñeca mecánica, una vez más y bailan entre ellos.

## Reparto
- Donald Sutherland como Giacomo Casanova
- Tina Aumont como Henriette
- Cicely Browne como Madame d'Urfé
- Carmen Scarpitta como Madame Charpillon
- Clara Algranti como Marcolina

## Producción
La película destaca por su puesta en escena teatral, simbólica y muy estilizada y el papel protagonista interpretado por Donald Sutherland. La aversión de Fellini hacia el personaje está bien documentada, y en una entrevista incluso se refirió a exponer "el vacío" de la vida de Casanova, presentado prácticamente como una marioneta incapaz de asumir sentimientos. El productor Dino De Laurentiis sugirió a Robert Redford para el papel, pero Fellini se negó. Jack Nicholson, Marcello Mastroianni y Gian María Volonté también fueron considerados. Cuando De Laurentiis se retiró del proyecto y Fellini firmó un nuevo contrato con el productor Alberto Grimaldi, Sutherland fue elegido para el papel. Fellini exigió que se le rasurara la línea del cabello para agrandar la frente y usara prótesis de nariz y mentón para darle una apariencia más grotesca.
Casanova se rodó en inglés e italiano, y fue la primera obra en inglés de Fellini. El director tuvo que rodar de nuevo varias partes, incluida la elaborada escena del carnaval en Venecia, cuando aproximadamente setenta carretes del film, incluidas las primeras tres semanas de rodaje, fueron robados en los laboratorios Technicolor de Tiburtino, Roma el 27 de agosto de 1975. Los ladrones también sustrajeron varias bobinas de Saló o los 120 días de Sodoma de Pasolini.

## En la cultura popular
- Parte de la música compuesta por Nino Rota es usada en el videojuego Red Dead Revolver.